# Langue du cheval
Vous lisez un « bon article » labellisé en 2021.
Ne doit pas être confondu avec communication animale.
La langue du cheval, comme chez la plupart des mammifères, est de couleur rose et joue un rôle dans sa perception du goût. Dotée d'une forme longue et étroite typique des animaux herbivores, elle permet au cheval de saisir sa nourriture végétale, avec l'aide de ses lèvres et de ses dents. 
Cette langue est sensible aux pressions et aux températures, et est impliquée dans les comportements de léchage et de machouillement. Si la jument lèche longuement son poulain juste après sa naissance, il existe peu de recherches à propos de la sensibilité gustative des chevaux et de l'usage social que ces animaux font de leur langue.
La pratique de l'équitation par les êtres humains implique le contact potentiel de la langue du cheval avec un mors, et donc des précautions pour éviter d'éventuelles blessures sur cet organe sensible et richement vascularisé. En cas de compression due à un harnachement ou à une main inadaptés, la langue du cheval devient blanche ou bleue, ce qui peut compromettre à terme la santé générale de l'animal. En sport hippique, il existe une habitude controversée d'attacher la langue du cheval de course.

## Anatomie
Comme tous les mammifères herbivores, le cheval dispose d'une langue de forme étroite et allongée. Le psychologue et éthologue Michel-Antoine Leblanc évalue sa longueur à une moyenne d'environ 40 cm, sa largeur entre 6 et 7 cm, et son poids dans une moyenne de 1,2 kg.
La langue d'un cheval comporte plus d'une douzaine de muscles. Elle est attachée au reste des tissus par le frenulum, qui permet notamment au cheval de mâcher. L'ensemble est très richement vascularisé.

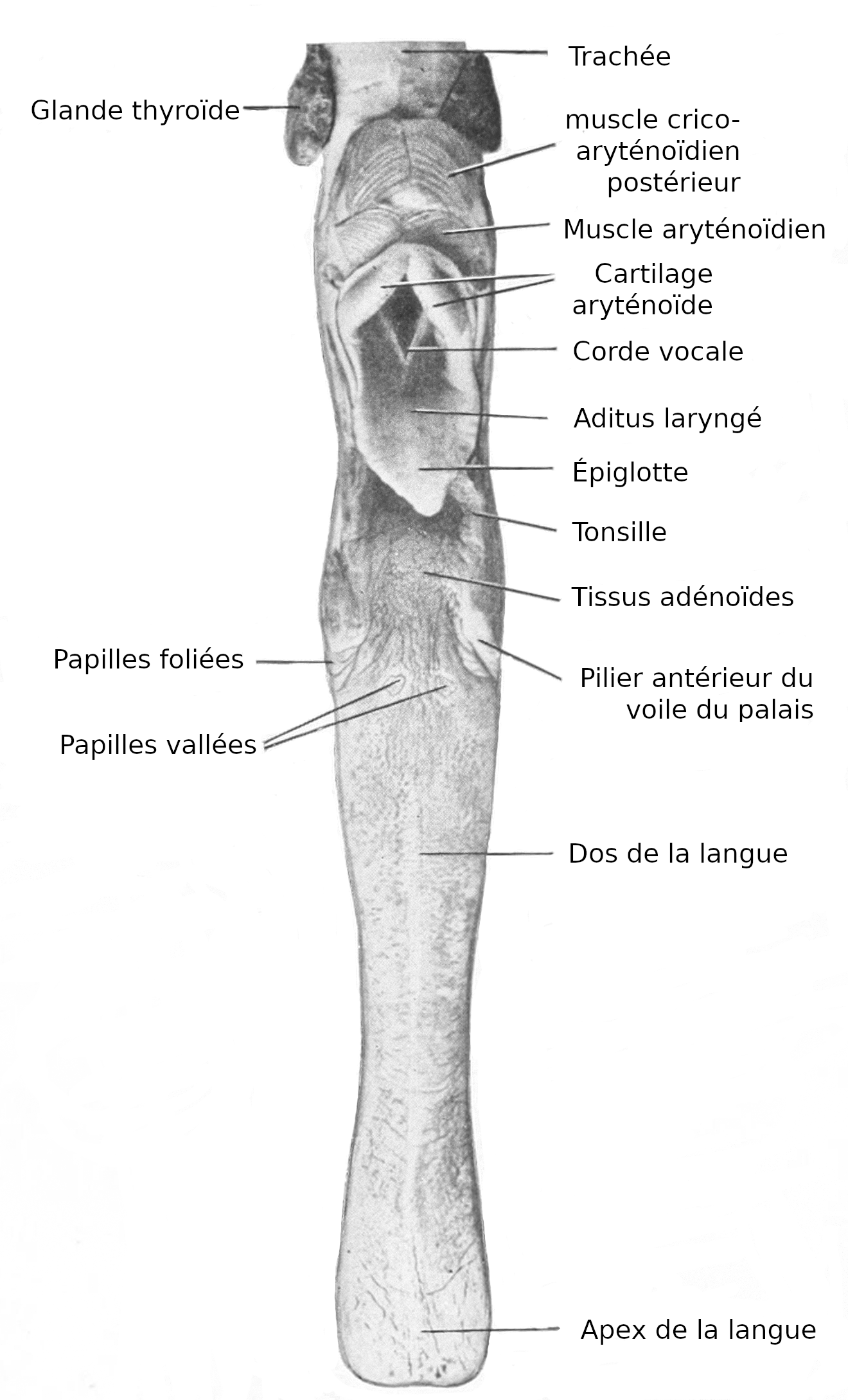
Anatomie de la langue du cheval.

La langue est épaisse et kératinisée. Sa structure médio-dorsale, le cartilage lingual dorsal, contient des fibres musculaires squelettiques éparses et se montre riche en tissu adipeux blanc. L'épithélium recouvrant la surface ventrale de la langue est mince et kératinisé. Le noyau musculaire lingual est constitué de faisceaux transversaux, longitudinaux et perpendiculaires aux fibres musculaires squelettiques.
Le cheval de race Caspien, contrairement aux autres races de chevaux dont la langue a été étudiée, ne possède pas de cartilage hyalin.

### Papilles
La langue du cheval est recouverte de papilles disséminées sur toute la surface du dos,, majoritairement sur les deux premiers tiers de la langue. La plupart de ces papilles n'ont pas de fonction gustative, mais uniquement mécanique et/ou tactile. Les papilles gustatives sont donc minoritaires. Des papilles filiformes sont présentes sur les parties dorsale et latérale de la langue, mais pas sur la partie ventrale. Leur apparence est courte et mince, avec une forme générale de doigt et des terminaisons de formes variables. Leur fil kératinisé très fin dépasse de la surface et est recourbé vers l'arrière.
Des papilles fongiformes sont éparpillées parmi les papilles filiformes, avec quelques bourgeons gustatifs, et recouvertes d'un épithélium pavimenteux kératinisé. Deux très grandes papilles vallées sont présentes sur le dos de la langue, près de sa racine. Les papilles foliées sont présentes près de l'arc palatoglosse et comportent quelques bourgeons gustatifs.
En 2000, les chercheurs C. J. Pfeiffer, M. Levin et M. A. F. Lopes ont découvert que la langue du cheval a pour particularité un regroupement très localisé de cellules épidermiques avec un contenu exceptionnellement élevé de granules cytoplasmiques PAS-négatifs de trichohyaline (en) au sommet des crêtes dermiques et sous la base des papilles filiformes. Ces chercheurs ont posé l'hypothèse que ces cellules granuleuses renforcent la résistance structurelle, en relation avec les papilles mécaniques.
L'anatomie comparée de ces papilles suggère que la structure fine de la langue des chevaux présente un modèle plus primitif que celle des chèvres et des bovins : les papilles filiformes du cheval ont une forme externe longue et mince, alors que, chez la chèvre et le bovin, la forme externe est épaisse ; les chevaux ont deux grandes papilles vallées, tandis que les chèvres et les bovins ont 15 papilles vallées ou plus dans la zone postérieure de la proéminence linguale.

### Glandes
Des groupes de glandes salivaires mineures sont présents entre les fibres musculaires et la lamina propria. La plupart des glandes linguales sont des muqueuses et la plupart des glandes gustatives sont de type séreux.

## Physiologie

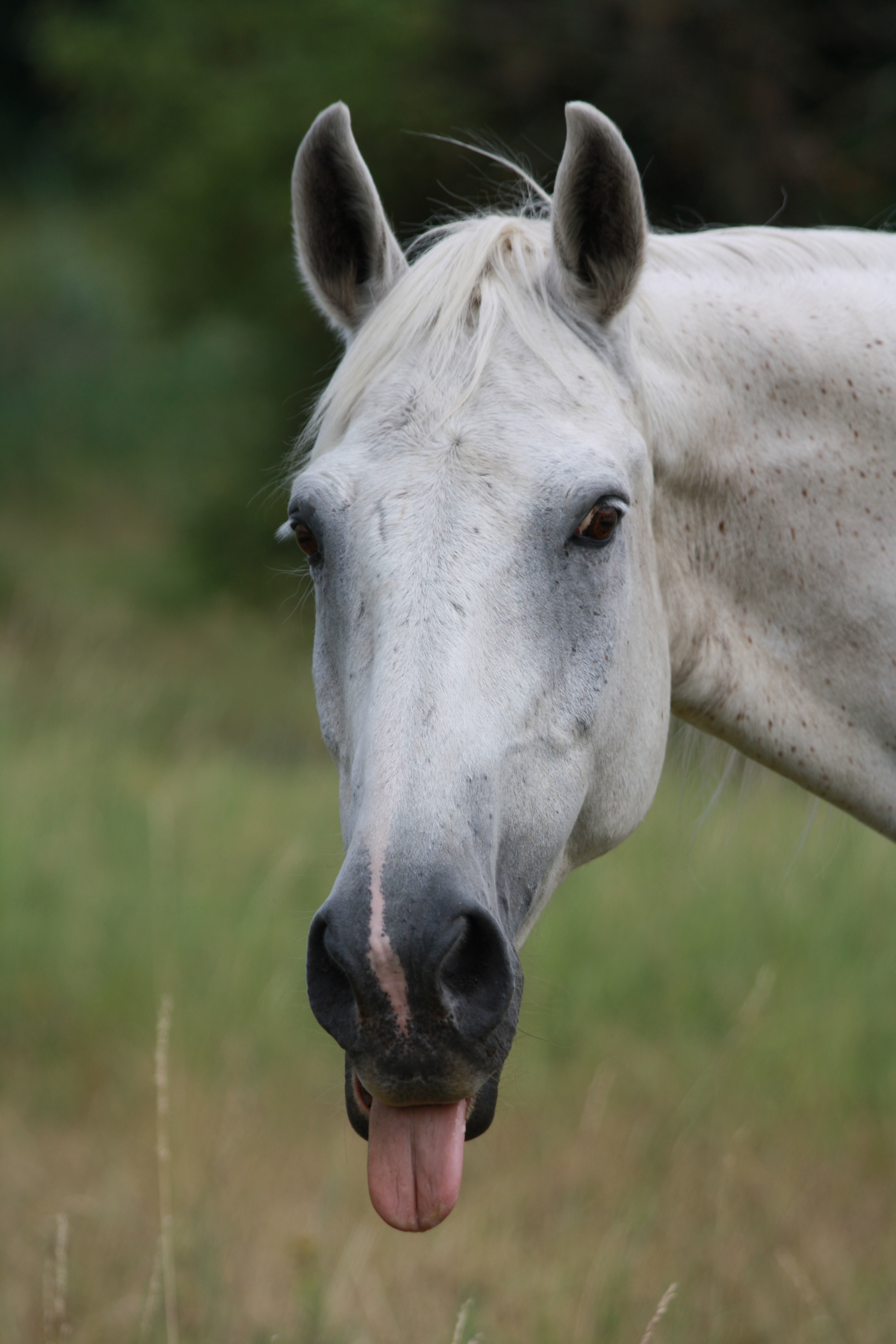
Cheval gris tirant la langue.

Les fonctions mécaniques de la langue du cheval restent modérées en raison de ses fonctions préhensiles et des fonctions de vocalisation. La partie antérieure de la langue, en conjonction avec les incisives et les lèvres, peut saisir de la nourriture végétale. La langue permet notamment au cheval d'amener la nourriture sous forme de grain jusqu'à ses molaires. Le cheval est aussi capable de nettoyer partiellement ses dents avec sa langue, en y délogeant de la nourriture coincée. La langue du cheval est sensible aux pressions, douleurs et températures.

### Dans la perception du goût

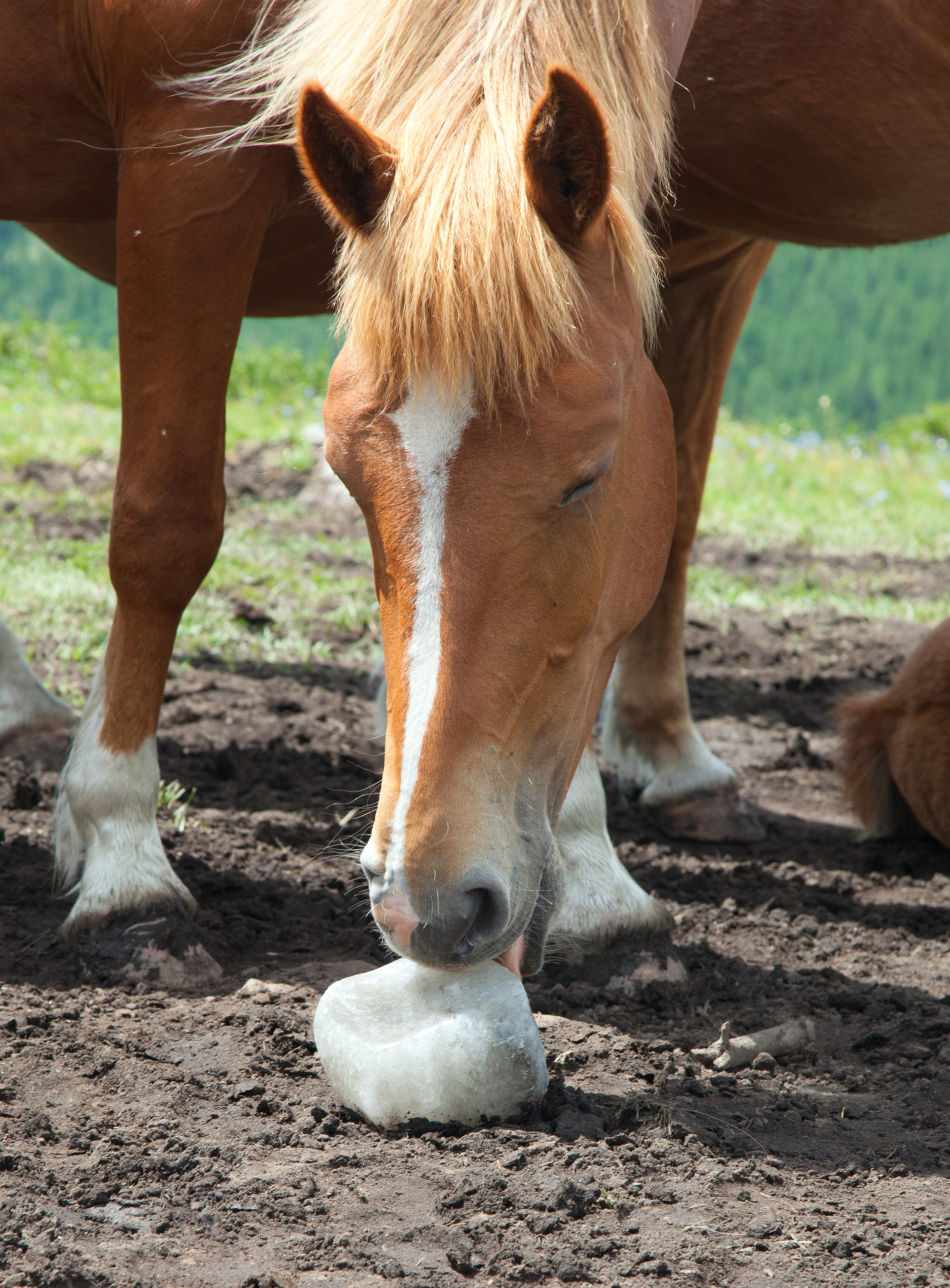
Cheval alezan léchant une pierre à sel, dans l'Altaï.

La langue permet au cheval d'expérimenter le sens du goût. Comme chez tous les mammifères, son sens du goût fait aussi appel à l'olfaction, en lui permettant de percevoir des « flaveurs ».
Le cheval est réputé pour avoir une capacité gustative très sensible, bien qu'il existe peu de recherches à ce sujet. Ces recherches ont cependant permis d'établir que la présence de papilles gustatives lui permet de ressentir le goût de ce qu'il touche avec sa langue. Comme nombre d'autres mammifères, le cheval serait sensible aux goûts amer, salé, sucré, acide et umami, ainsi qu'à leur concentration, qui peut entraîner des réactions gustatives de sa part. Il n'existe pas de preuve que la sensibilité à l'acide, à l'amer, au sucré et au salé soit répartie dans des zones spécifiques de la langue. Avec sa langue, le cheval a donc la faculté de goûter divers types d'aliments, et de recracher ceux qui ne lui conviennent pas.
La sensibilité aux saveurs (ou aux flaveurs) joue un rôle pour permettre au cheval de combler ses besoins. Comme d'autres animaux, il est sensible au goût sucré, et particulièrement aux glucides solubles, qui constituent une ressource énergétique dont son cerveau a besoin. Il est aussi très sensible au goût salé, probablement en raison de son besoin vital de reconstituer ses réserves de sodium. Il existe des preuves que les chevaux puissent rechercher spécifiquement des aliments salés en cas de carence. D'après Leblanc, le cheval évite la forte acidité afin de préserver ses dents, et a une aversion envers la forte amertume, ce qui lui permet d'éviter l'ingestion de toxines. Il existe cependant une très grande variété de sensibilité au goût parmi les individus de cette espèce. Ronald Randa et ses collègues ont testé la sensibilité de poulains aux quatre saveurs de base, sans mettre en évidence de tendances générales dans la sensibilité et la préférence parmi ces saveurs. Les chevaux ont généralement une alimentation végétale sélective motivée par des préférences individuelles en termes de goût. Il serait aussi possible d'induire chez le cheval des aversions pour des aliments toxiques par association de goût. Enfin, les chevaux qui ont expérimenté des effets biologiques négatifs après l'ingestion d'un aliment en particulier pourraient développer un rejet à l'égard de flaveurs spécifiques.

### Dans le comportement du cheval

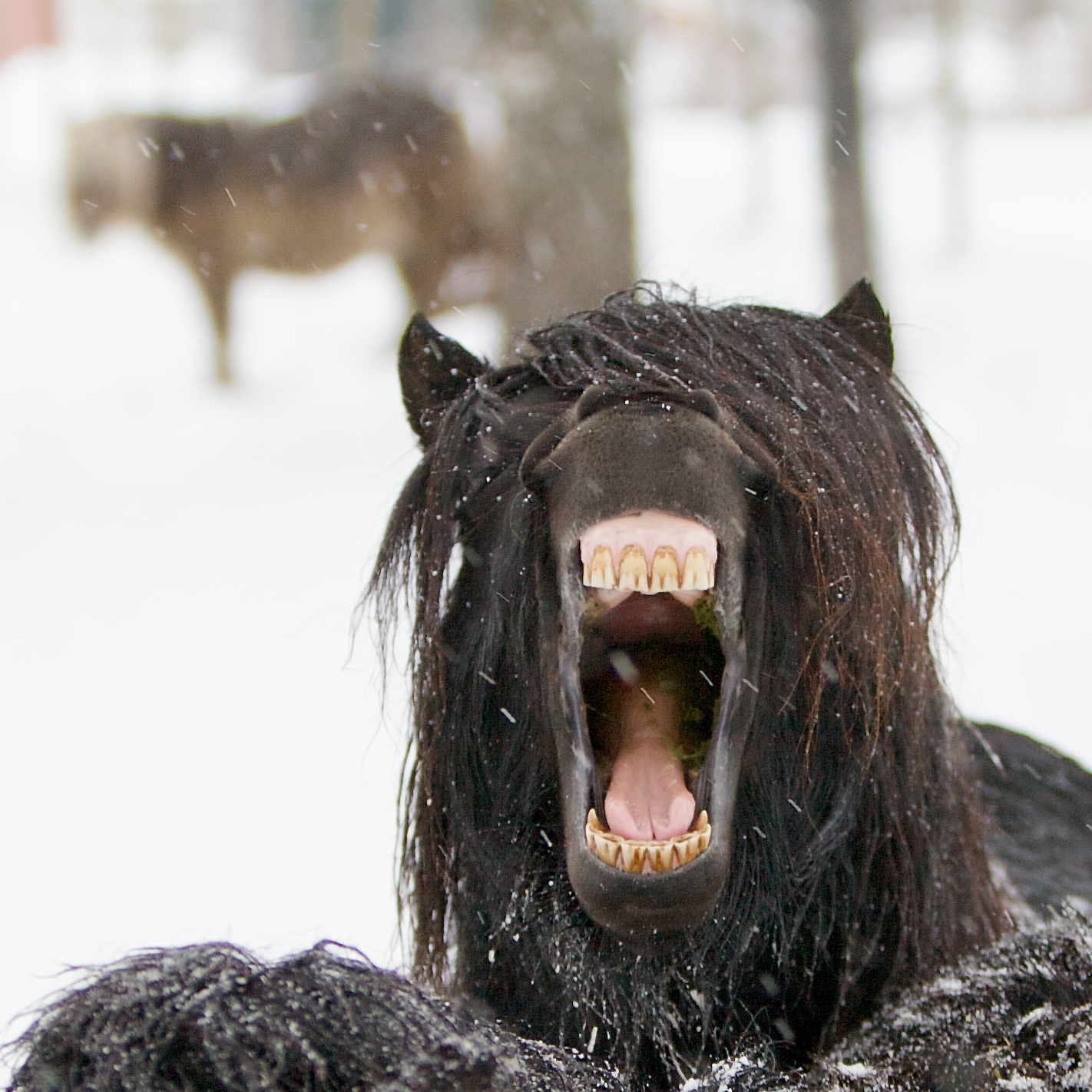
Cheval norvégien pendant un bâillement

D'après les éthologues Gerry et Julia Karen Neugebauer, le cheval utilise sa langue dans les comportements de léchage, de mâchouille, de soumission, lorsqu'il baille, et lorsqu'il boit. Il n'utilise généralement pas sa langue en  cas de toilettage mutuel, au contraire des bovins. Lors d'une exploration rapprochée, le cheval examine un nouvel objet, le flaire, et si l'odeur lui plaît, peut le toucher et le goûter en utilisant ses lèvres, ses vibrisses, ses dents et sa langue.

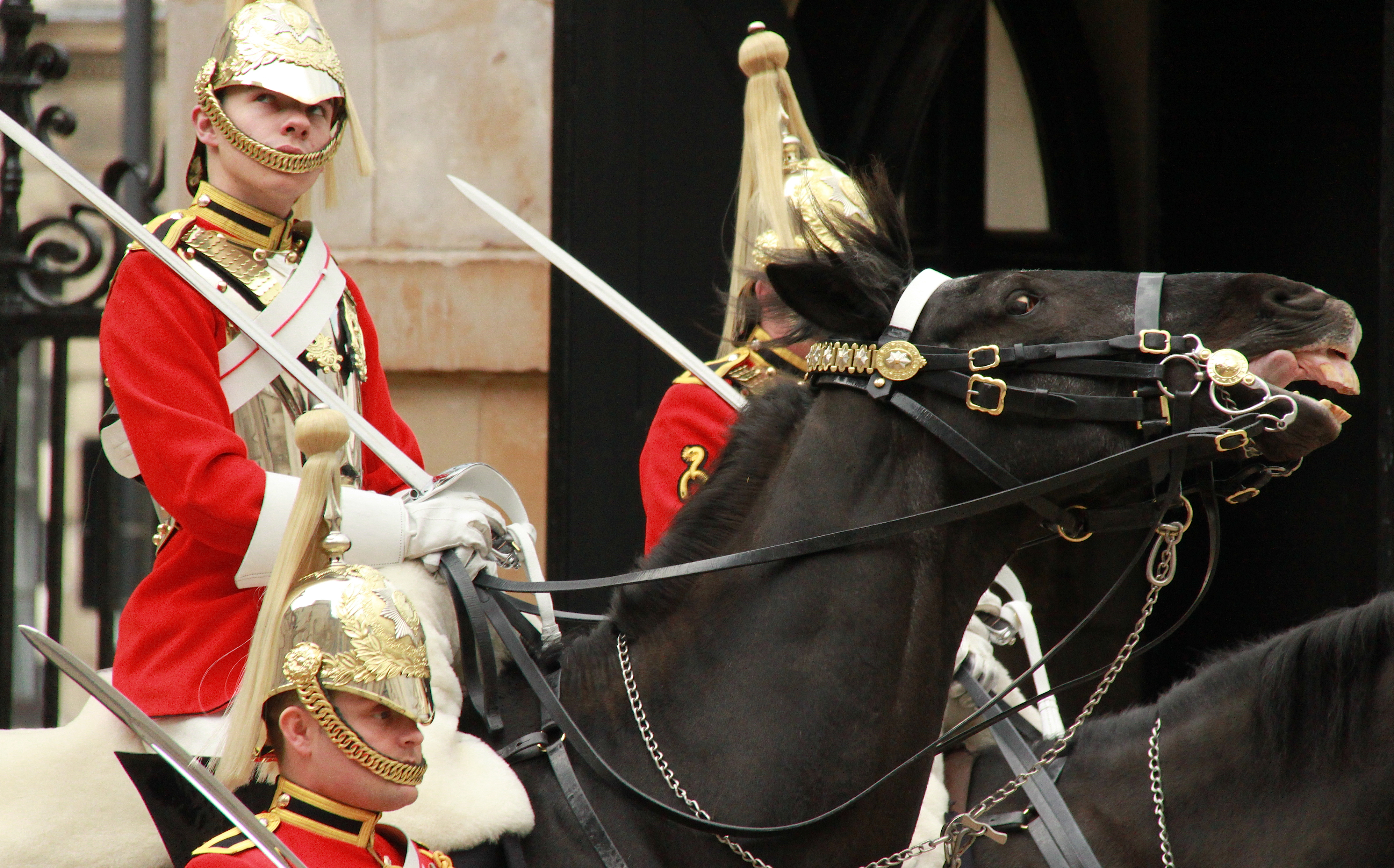
Cheval des Life Guards britanniques tirant sa langue sur le côté, en signe d'inconfort.

Si un cheval tire sa langue sur le côté, ce comportement témoigne d'un inconfort plus ou moins important. La bouche ouverte, il peut alors rouler ou tirer sa langue.

#### Léchage
Le léchage fait partie des comportements normaux du cheval, en liberté comme en captivité, avec ses congénères comme avec des êtres humains. La fonction première du léchage est de permettre l'absorption de minéraux. Pour lécher, le cheval ouvre la bouche et tire la langue pour toucher soit un objet, soit un congénère, soit une personne qu'il connaît.
Les chevaux qui se toilettent mutuellement peuvent se lécher, par exemple pour absorber l'eau qui s'est déposée sur le pelage. Si un cheval lèche un être humain, ce comportement peut témoigner d'une attente de nourriture ou d'une carence en sels minéraux.
Le léchage systématique d'objets situés dans l'environnement immédiat du cheval, tels que des murs d'écurie, une mangeoire ou des barres métalliques, est possible avant ou après un nourrissage ; d'après les Neugebauer, ce comportement peut traduire un manque de nourriture ou de stimulations, et devenir un trouble du comportement. Le léchage systématique est en effet la marque d'une stéréotypie, ou vice d'écurie ; il se différencie du léchage normal par sa répétition et est difficile à faire disparaître.
En complément avec l'odorat, le goût pourrait jouer un rôle dans les relations entre un poulain et sa mère, d'après le chercheur belge Franck Ödberg. En effet, la jument lèche son poulain en lui prodiguant une longue toilette juste après sa naissance, ce qui lui procure une expérience gustative du pelage de son poulain et semble renforcer le lien entre le poulain et sa mère. En période de reproduction, les étalons lèchent l'urine des juments.

#### Mâchouillement
Le mâchouillement est une combinaison de léchage et de mastication, durant lequel la bouche est ouverte et la langue nettement visible, le cheval provoquant une sécrétion de salive. Ce comportement peut avoir plusieurs raisons et significations, dont la soumission, la détente ou le bien-être, mais aussi l'inconfort. 
À l'état naturel, le cheval mâchouille lorsqu'il attend son tour pour boire, lorsqu'il se lève et exprime sa détente après un repos, mais aussi pour apaiser et montrer sa soumission à un congénère. Lorsqu'il est détendu, le cheval peut mâchouiller en exécutant de légers mouvements de mastication. Cependant, il arrive aussi que le cheval baille, mâchouille et secoue la tête pendant des comportements ambivalents, résultant de troubles du comportement.
Ce comportement est difficile à interpréter, à l'état domestique, lors de relations avec les êtres humains, en raison de son grand nombre de significations possibles, allant de la soumission à l'inconfort jusqu'à la détente. En effet, le cheval peut mâchouiller si son cavalier s'approche de lui, s'il lui envoie des signaux contradictoires, s'il ressent un inconfort lié à son matériel d'équitation, ou encore après un apprentissage désiré, avec la bouche fermée et les yeux plissés.

#### Snapping

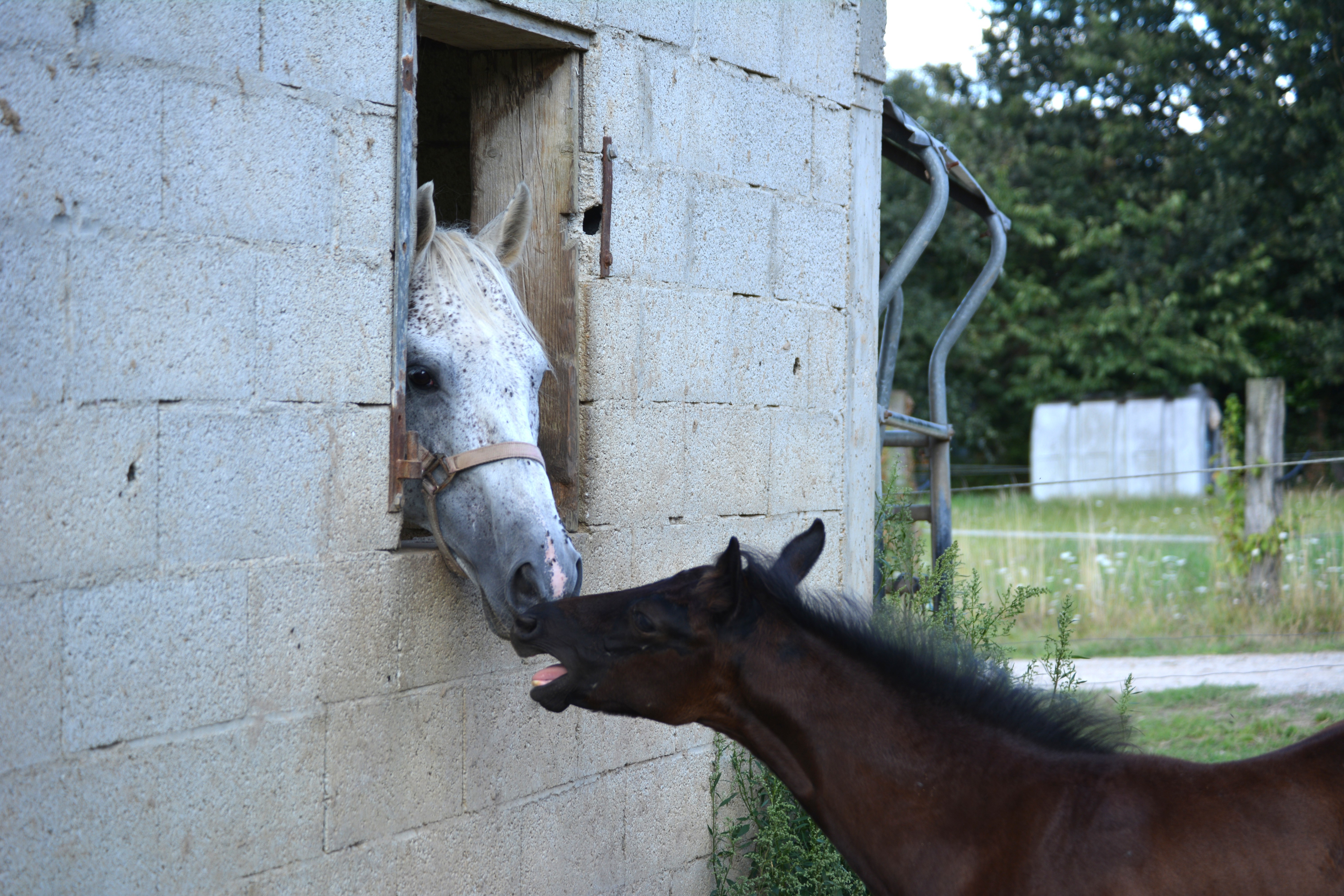
Poulain effectuant un snapping.

Le « snapping » est un signal de soumission durant lequel le cheval claque des mâchoires et montre sa langue, avec de légers mouvements de mastication. Il est souvent manifesté par des poulains et de jeunes chevaux envers des chevaux adultes. La posture prise par le jeune cheval évoque celle de la tétée de sa mère, en produisant des bruits de tétée en rythme par le claquement de sa langue sur le dessus du palais. Ce comportement est interprété par les éthologues Neugebauer comme un auto-apaisement et un appel au jeu.
Ce comportement n'est normalement pas présent chez le cheval adulte qui a grandi entouré de ses congénères ; en revanche il peut perdurer et être manifesté aux êtres humains par un cheval domestique qui n'a pas appris au préalable tous les comportements sociaux de sa propre espèce.

## Maladies et tics
La langue du cheval peut être touchée par diverses maladies, et être mobilisée lors de tics ou stéréotypies. 

### Tics
Certains comportements mobilisant la langue n'ont aucune fonction précise et s'apparentent, à ce titre, à des tics ou stéréotypies, témoignant de conditions de vie inadaptées et d'un besoin de soin,. Parmi ces tics figure celui où le cheval sort sa langue de sa bouche et la fait tourner, tout en arborant une expression faciale détachée, exprimant un manque de stimulations dans son environnement,. Il existe aussi un têtage de la langue tirée ou pendante, avec ou sans mors dans la bouche, qui peut exprimer une main trop dure de la part du cavalier,. Ces tics peuvent aussi exister chez le cheval portant un mors dans la bouche, et entraînent généralement une forte dévaluation commerciale de l'animal. Dans le cas de tics avec le mors, leur existence ne trahit à priori pas un problème de santé physique, tel qu'une blessure.
Une étude menée sur 52 chevaux sujets à des tics a permis de dénombrer parmi eux cinq chevaux exprimant des stéréotypies avec les lèvres et/ou la langue.

### Maladies touchant la langue
Une infection de la langue d'un cheval par la bactérie Actinobacillus lignieresii, qui touche très généralement les bovins, a été décrite en 1984.
La langue peut aussi présenter des tumeurs. Un hamartome vasculaire, excroissance généralement bénigne, peut exceptionnellement s'y développer. Un cas de rhabdomyosarcome, sur la langue d'une jument Quarter Horse de cinq ans, a été étudié en 1993. En 2014, un premier cas d'adénocarcinome, une tumeur maligne qui a touché un tiers de la partie dorsale de la langue d'un cheval âgé, a été cité dans la littérature scientifique.
Une jument de 5 ans a été examinée avec une masse molle sur la face dorsale gauche de la langue, puis a développé de nombreuses masses similaires et coalescentes le long de cette face dorsale gauche, jusqu'à l'extrémité de sa langue. Cette prolifération des cellules périnéales reste un sujet de conjecture quant à sa nature néoplasique.

## Interventions humaines sur la langue du cheval

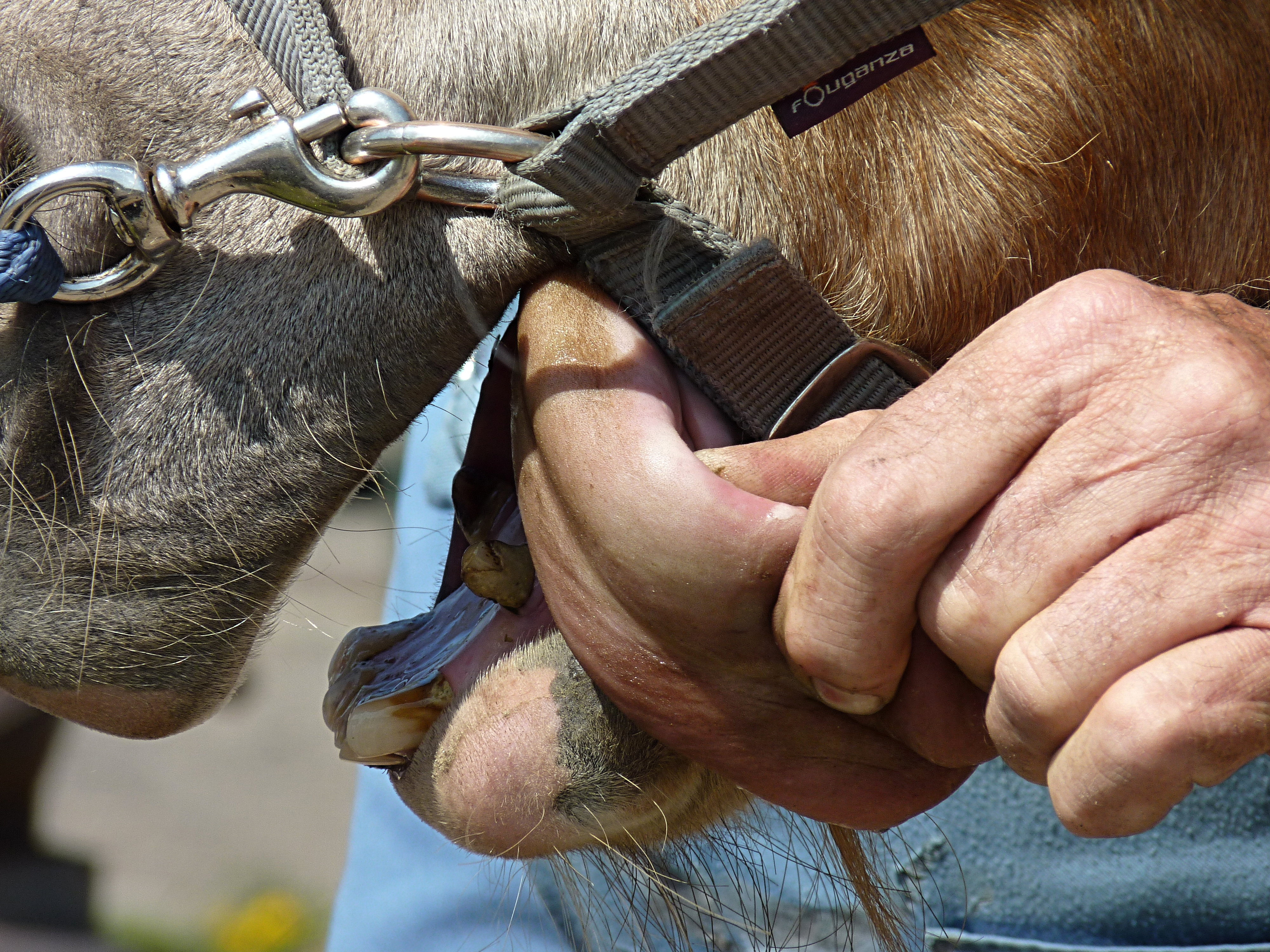
Langue d'un cheval sortie et tenue par une main humaine.

Attraper la langue d'un cheval constitue une méthode connue pour immobiliser l'animal, ; il faut toutefois veiller à ne pas la manipuler de façon brutale.
Certains auteurs proposent de pratiquer un étirement de la langue du cheval vers les côtés, arguant que cela permet de lui désensibiliser la langue, alors que d'autres auteurs, au contraire, préconisent de ne jamais tirer la langue du cheval sur le côté, en raison des problèmes sensitifs que cela engendre.
La langue du cheval est très sensible, et donc vulnérable aux blessures,. La principale cause de blessures linguales chez le cheval a une origine humaine et provient du port d'un mors. Un cheval peut aussi passer sa langue au-dessus de son mors pour diverses raisons, en particulier si la main de son cavalier est trop dure ou si son embouchure ne lui est pas adaptée, ce qui empêche alors le cavalier de le contrôler. Le cheval peut alors laisser pendre sa langue sur le côté. Ce comportement est à bien différencier des stéréotypies impliquant la langue, car son origine n'est pas la même. Pour éviter ce problème, il existe des mors dits « à palette » et des antipasse-langue à ajouter à l'embouchure.

### Blessures et compressions de la langue dues au port du mors

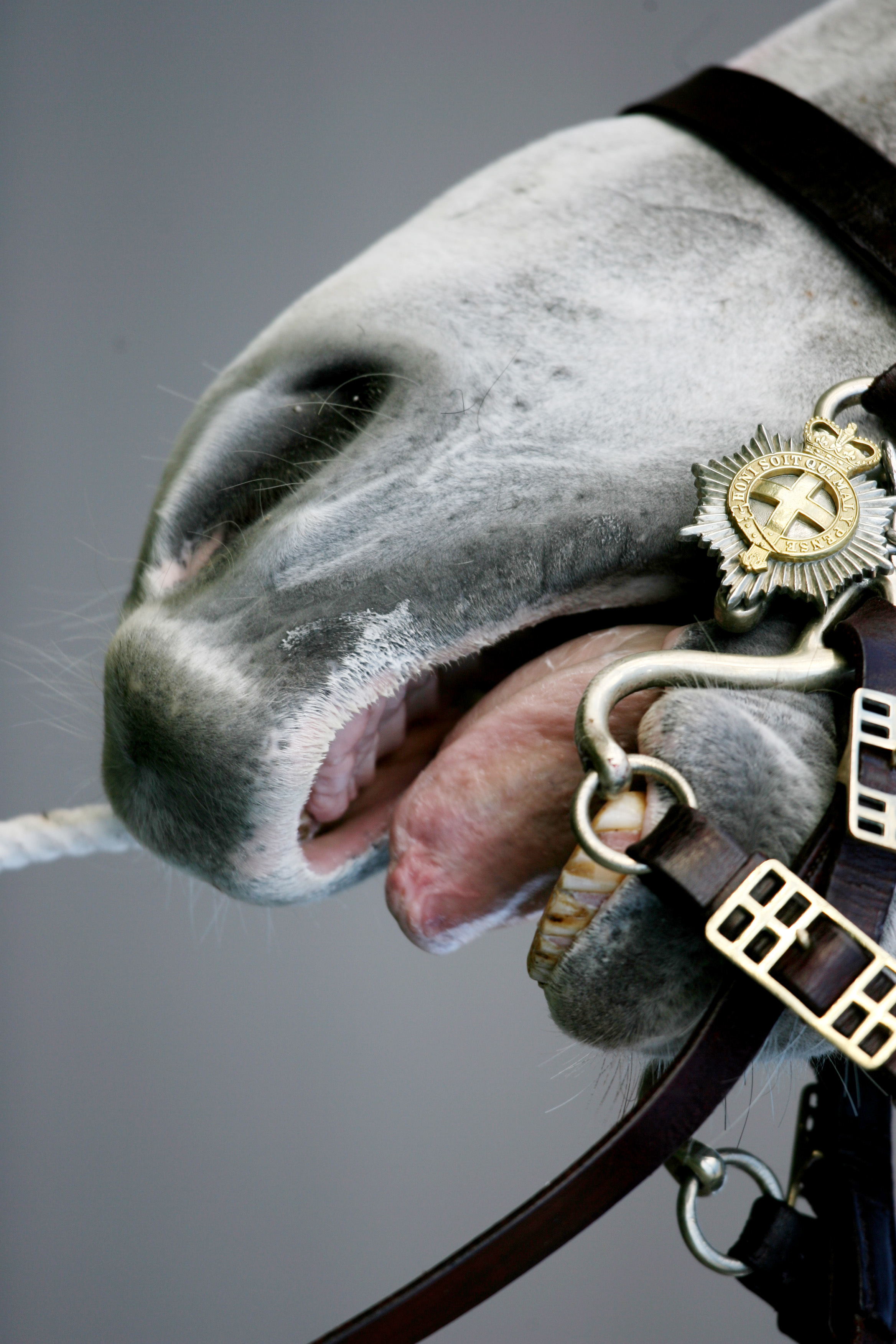
Cheval de parade monté en mors de bride.

La principale cause de blessures linguales chez le cheval provient du port du mors pendant la pratique de l'équitation, que ce soit en raison d'actions des mains du cavalier ou pour cause de matériel inadapté. Une minorité de blessures de langue peuvent provenir du contact avec des molaires pointues, rendant nécessaire une intervention de dentiste équin.

#### Compromission de la vascularisation de la langue
Lorsque la vascularisation de la langue du cheval est compromise par son harnachement, la langue change de couleur,.
Le Dr Jacques Laurent identifie trois formes possibles de modifications de vascularisation de la langue du cheval : 
- la compression artérielle seule qui lui donne une couleur blanche ;
- la compression veineuse qui rend la langue bleue et gonflée ;
- une forme mixte, qui est aussi la plus fréquente[4].

Jacques Laurent estime que, sur la durée, la compromission de la vascularisation de la langue du cheval produit des amyotrophies linguales et des troubles de la sensibilité épi-critique et profonde.

#### Affaires de «langues bleues»
Le cavalier suédois de dressage Patrik Kittel est controversé pour avoir monté à plusieurs reprises un cheval dont la langue est devenue bleue : Akeem Foldager en 2014,, et Watermill Scandic en 2009 (un scandale pour lequel il a été mis hors de cause par la Fédération équestre internationale), puis à nouveau en 2014.
Aux Jeux olympiques d'été de 2024, plusieurs langues bleues sont observées chez des chevaux de dressage de niveau olympique, et confirmées par la Fédération équestre internationale, qui assure avoir adressé des avertissements aux cavaliers de ces chevaux en souffrance. Un observateur témoigne aussi que ces maltraitances sont cachées par l'ajout d'une substance blanche de type marshmallow sur la bouche du cheval. Ces critiques sont réitérées début 2025 lors de la Coupe du monde de dressage.

### Attache de la langue

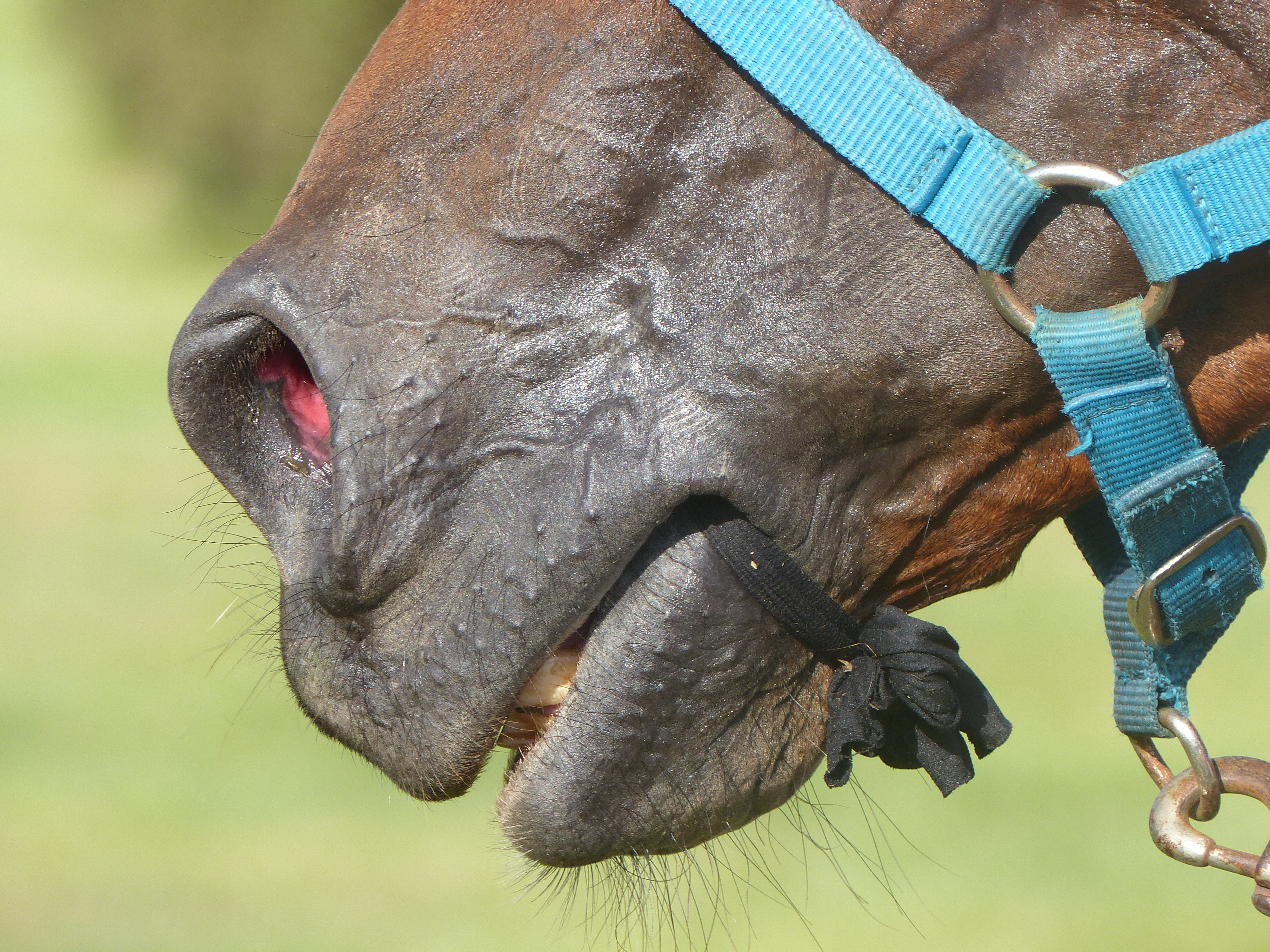
Attache de langue d'un cheval galopeur à l'hippodrome de Josselin, France, en 2019.

En sport hippique, il existe une habitude fréquente d'attacher la langue du cheval de course pour obtenir un meilleur contrôle sur celui-ci,,, mais aussi en raison d'une croyance très répandue qui veut que cela facilite sa respiration,. Cette attache, nommée tongue tie dans les pays anglophones, est effectuée avec un bas de nylon, un élastique ou un morceau de cuir. La langue du cheval est d'abord saisie pour y placer l'attache, qui est ensuite fixée autour de la mâchoire inférieure. Si certains pays interdisent complètement cette pratique, comme l'Allemagne, l'Australie l'autorise en course. Environ 20 % des chevaux de course australiens sont concernés.
L'attache de la langue entraîne des blessures chez les chevaux : plus de la moitié des utilisateurs témoignent d'un changement dans la couleur de la langue du cheval, 8,6 % ont constaté des coupures sur la langue, et 2,9 % témoignent que les nerfs du cheval ont été irrémédiablement endommagés. Il n'existe aucune preuve que le fait d'attacher la langue d'un cheval de course dépourvu de problèmes de santé puisse faciliter sa respiration, tant au repos que dans des conditions de course,,.
Un bénéfice est prouvé uniquement chez les animaux souffrant d'obstructions respiratoires, telles que le déplacement dorsal du palais mou (DDSP),. L'attache de la langue entraîne une diminution de la profondeur du cartilage thyroïdien et de l'os basihyoïde, par rapport à l'emplacement sans harnachement, ce qui démontre un effet significatif sur les positions du cartilage basihyoïdien et thyroïdien chez le cheval, et donc avec un effet sur la structure des voies aériennes supérieures. Il n'existe cependant pas de preuves que l'attache de la langue puisse modifier la mécanique des voies aériennes supérieures après une myectomie sternothyrohyoïdienne (coupe de certains muscles) chez des chevaux cliniquement normaux.
Une analyse statistique menée sur les chevaux de course du Royaume-Uni suggère que les chevaux de course dont la langue est attachée réalisent de meilleures performances que ceux dont la langue n'est pas attachée.

#### Ouvrages généraux
- [Fraser 2010] (en) Andrew Ferguson Fraser, The Behaviour and Welfare of the Horse, CABI, 2010 (ISBN 978-1-84593-629-7, lire en ligne)
- [Leblanc 2019] Michel-Antoine Leblanc, Comment pensent les chevaux ?, Paris, Éditions Vigot-Maloine, août 2019, 194 p. (ISBN 978-2-7114-2568-6).
- [Leblanc et Bouissou 2021] Michel-Antoine Leblanc et Marie-France Bouissou (préf. Bertrand L. Deputte, ill. Frédéric Chéhu), Cheval, qui es-tu ?, Paris, Vigot frères, août 2021 (ISBN 978-2-7114-2625-6).
- [Neugebauer et Neugebauer 2012] Gerry M. Neugebauer et Julia Karen Neugebauer, Le comportement du cheval, Paris, Delachaux et Niestlé, octobre 2012, 315 p. (ISBN 2-603-01847-7, OCLC 816649477).
- [Zeitler-Feicht 2003] (en) Margit Zeitler-Feicht, Horse Behaviour Explained: Origins, Treatment and Prevention of Problems, CRC Press, 1er décembre 2003 (ISBN 978-1-4822-2113-8, lire en ligne)

#### Publications scientifiques
- [Gargiulo et al. 1995] A. M. Gargiulo, V. Pedini, P. Ceccarelli et S. Lorvik, « A lectin histochemical study of gustatory (von Ebner's) glands of the horse tongue », Anatomia, Histologia, Embryologia, vol. 24, no 2,‎ juin 1995, p. 123–126 (ISSN 0340-2096, PMID 8588703, DOI 10.1111/j.1439-0264.1995.tb00022.x, lire en ligne, consulté le 29 octobre 2021)
- [Pfeiffer, Levin et Lopes 2000] (en) C. J. Pfeiffer, M. Levin et M. a. F. Lopes, « Ultrastructure of the Horse Tongue: Further Observations on the Lingual Integumentary Architecture », Anatomia, Histologia, Embryologia, vol. 29, no 1,‎ 2000, p. 37–44 (ISSN 1439-0264, DOI 10.1046/j.1439-0264.2000.00232.x, lire en ligne, consulté le 28 octobre 2021)
- [Weller et al. 2021] (en) Dominic Weller, Samantha Franklin, Peter White et Glenn Shea, « The Reported Use of Tongue-Ties and Nosebands in Thoroughbred and Standardbred Horse Racing—A Pilot Study », Animals, vol. 11, no 3,‎ mars 2021, p. 622 (DOI 10.3390/ani11030622, lire en ligne, consulté le 29 octobre 2021)